# Ryszard Giło
Ryszard Giło (ur. 23 września 1949 w Szczecinie) – polski wioślarz, olimpijczyk z Monachium 1972.
Był zawodnikiem Zawiszy Bydgoszcz, AZS Szczecin oraz Czarni Szczecin. 
Był członkiem osady ósemek na mistrzostwach Europy w roku 1971, podczas których polska osada zajęła 10. miejsce oraz w roku 1973, podczas których polska osada zajęła 7. miejsce.
Na igrzyskach olimpijskich w 1972 roku w Monachium był członkiem osady ósemek (partnerami byli:Jerzy Ulczyński, Marian Siejkowski, Krzysztof Marek, Jan Młodzikowski, Grzegorz Stellak, Marian Drażdżewski, Sławomir Maciejowski, Ryszard Kubiak (sternik), która zajęła 6. miejsce.